# Bath and North East Somerset
Bath and North East Somerset è un distretto non metropolitano del Somerset, Inghilterra, Regno Unito, con sede a Bath. Formalmente è anche un’autorità unitaria essendo indipendente dal suo consiglio di contea, ma il suo inserimento nell’autorità combinata dell’Ovest dell'Inghilterra la mette in una posizione atipica.
Il distretto nacque nel 1996 dopo l'abolizione della contea di Avon.

## Città e parrocchie
I maggiori centri del distretto sono:
- Bath (città)
- Bathampton
- Chew Magna
- Chew Stoke
- Keynsham
- Midsomer Norton
- Paulton
- Radstock
- Saltford

Le parrocchie civili del distretto sono:
- Bathampton
- Batheaston
- Bathford
- Bishop Sutton
- Cameley
- Camerton
- Charlcombe
- Chelwood
- Chew Magna
- Chew Stoke
- Claverton
- Clutton
- Combe Hay
- Compton Dando
- Compton Martin
- Corston
- Dunkerton
- East Harptree
- Englishcombe
- Farmborough
- Farrington Gurney
- Freshford
- High Littleton
- Hinton Blewett
- Hinton Charterhouse
- Kelston
- Keynsham
- Marksbury
- Monkton Combe
- Nempnett Thrubwell
- Newton St Loe
- North Stoke
- Norton Malreward
- Norton Radstock
- Paulton
- Peasedown St John
- Priston
- Publow and Pensford
- Saltford
- Shoscombe
- Southstoke
- St Catherine
- Stanton Drew
- Stowey Sutton
- Swainswick
- Timsbury
- Ubley
- Wellow
- West Harptree
- Whitchurch